# Listrac-de-Durèze

Listrac-de-Durèze este o comună în departamentul Gironde din sud-vestul Franței. În 2009 avea o populație de 177 de locuitori.

## Evoluția populației
| An        | 1975 | 1982 | 1990 | 1999 | 2006 | 2009 |
| --------- | ---- | ---- | ---- | ---- | ---- | ---- |
| Populație | 115  | 92   | 111  | 113  | 156  | 177  |